# Església d'Arbore
L'església de La decapitació de Sant Joan Baptista (també coneguda com a Església d'Arbore, encara que no és l'única església de la ciutat) és una Església Ortodoxa construïda el 1502 al poble d'Arbore al comtat de Suceava per Hetman Luca Arbore. Es distingeix pel mural exterior. L'església d'Arbore està dedicada a la decapitació de Sant Joan Baptista (celebrada cada any el 29 d'agost).
El conjunt de l'església d'Arbore està inclòs a la llista de monuments històrics del comtat de Suceava des del 2015, amb el codi de classificació SV-II-a-A-05487 i consta de dos objectius:
- L'Església de la Decapitació de Sant Joan, que data del 1502 i té el codi SV-II-m-A-05487.01 i
- El campanar - que data del 1867 i té el codi SV-II-m-A-05487.02.

El 1993, l'Organització de les Nacions Unides per a l'Educació, la Ciència i la Cultura (UNESCO) va incloure l'església Arbore, juntament amb altres set esglésies del nord de Moldàvia (Humor, Moldovița, Pătrăuți, Probota, "Sant Joan el Nou" a Suceava, Voroneț i Sucevița), a la llista del patrimoni cultural mundial, al grup Esglésies pintades al nord de Moldàvia.

## Històric

### Fundador Luca Arbore

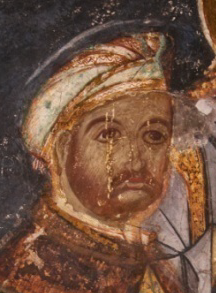
Luca Arbore - fresc a l'església

L'antiga església d'Arbore es troba al llarg de la carretera nacional DN2K, que connecta les ciutats de Milișăuți i Solca al comtat de Suceava. El fundador de l'església és el boiar Luca Arbore, fill de l'antic Arbore, el rector de Neamț. Va complir durant molt de temps (des del 1486) el rang de porter de Suceava, essent un dels grans boiars d'Esteve el Gran (1457-1504), l'important conseller de Bogdan el Cec (1504-1517) i el seu tutor polític Ștefăniță Vodă (1517-1528).
Hatman Luca Arbore va ser decapitat l'abril de 1523 a la Cort Reial de Hârlău, per ordre del príncep Ștefăniță Vodă (1517-1528). El voivoda el va acusar de traïció, però no va ser declarat culpable ni tan sols jutjat. Després de la seva mort, després d'una ordre del governant, també van morir dos fills de l'hetman: Toader i Nichita. La crònica que el seu cronista Grigore Ureche informa d'aquest esdeveniment: "En aquest any (7031) al mes d'abril a la ciutat Hârlăului Stefan Voda va tallar pre Arbure Hetman a qui diuen que hem après amb hiclenie, Iara el real és no saber-ho. Només podem saber que la sort és on té enveja, va escollir un home així, que va créixer Stefan voda sota les seves mans, amb tanta fe i en la joventut de Ștefan voda tot el país otcârmuia, on hi havia molts enemics, amb molts paraules malvades li van travessar les orelles. Però sempre els joves marxen i creuen les paraules céle réle (dels puhlibuitorilor). I li van treure aquell pagament, en lloc d'amarga dolçor, per la seva gran voluntat, que ni va jutjar ni va demostrar que van morir. És per això que moltes persones atemorides del país han començat a pensar en com se'ls pagarà com Arburie, perquè poc després, el mateix any, també van tallar les cames d'Arburie a Toader i Nichita ". El cronista escriu que la decapitació de l'harman va ser l'inici d'un fort moviment boyard contra el governant.
De tot el conjunt d'edificis construïts per Luca Arbore, només l'església s'ha conservat fins als nostres dies. El tribunal aristocràtic d'Arboreşti va ser arruïnat amb el pas del temps, sent destruït pel foc. A finals del tercer quart del segle xix, el terreny on es trobava el pati va passar a ser propietat d'un tal Ion Vichiuc, que el va enderrocar. El 1926, aquí només es podia veure un munt de ruïnes. Es trobava a uns 75 m al sud-est de l'església, el lloc on encara recordava avui un terraplè conegut avui com "La Movileanca". La investigació arqueològica ha revelat fragments de rajoles i plaques amb motius heràldics, zoomòrfics i elements decoratius gòtics que indiquen una construcció sòlida i luxosa.

### Història de l'Església

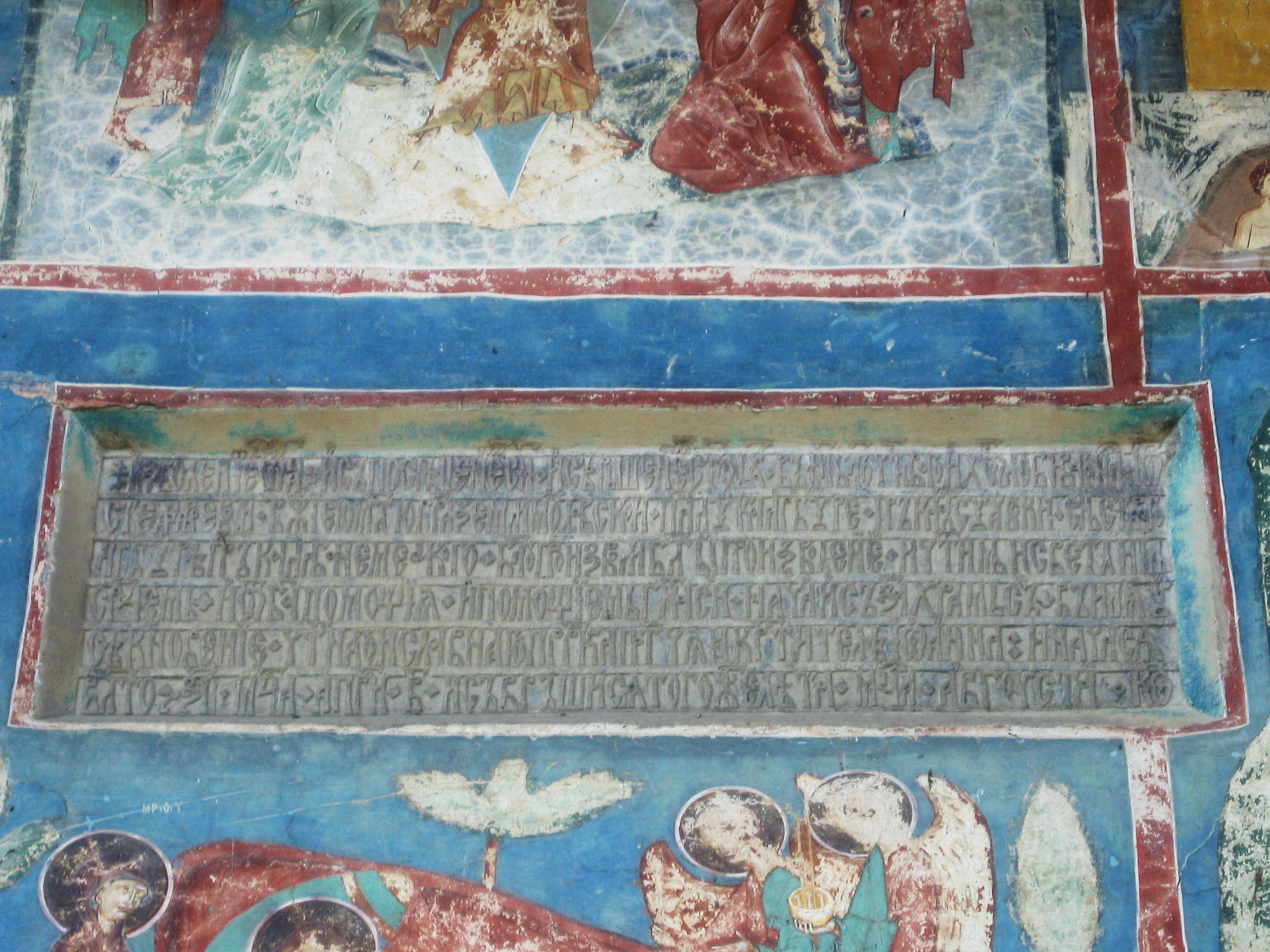
Inscripció

La primera atestació del poble d'Arbore té lloc en un document redactat el 15 de gener de 1418 a la cort del príncep Alexandre el Bo (1400-1432). Aquesta localitat formava part de la finca Solcii, les terres de la qual s'estenien des de Pietrele Muierii fins a l'aigua del Suceava, incloses totes les localitats d'aquesta zona. Inicialment, el poble es deia Solca de Jos.
El 7 de març de 1502, Luca Arbore va comprar el poble de Solca als néts de Cârstea Horaeț i Șandru Gherman. Els primers dies del mes següent, va començar a construir una cort reial i una església a la finca d'aquest poble. L'església es va construir al lloc d'una antiga ermita i estava destinada a servir de necròpolis per a la família Arbore. Les obres de construcció van començar el 2 d'abril de 1502 i es van acabar, el mateix any, el 29 d'agost, tal com ho acredita la inscripció.
A sobre de l'entrada de l'església hi ha una inscripció en eslavó: "Amb el Pare i amb el Fill i cometent l'Esperit Sant en els dies binecinstitorului i amant de Crist Senyor Io Stefà Príncep, per la gràcia de Déu Príncep de Moldàvia, pan Luca Arbure, l'arquebisbe de Suceava, fill del vell Arbure, l'arquebisbe de Neamț, benvolent amb la seva bona voluntat i amb un cor pur i il·lustrat i amb l'ajut de Déu i del seu senyor, va començar a construir aquest patró en nom de la decapitació del precursor profeta honrat i gloriós Joan Baptista. I va començar l'any 7010, el 2 d'abril, i va acabar el mateix any, el 29 d'agost ".
Com testimonia una inscripció a la nau, pintada sobre la porta, el 1541 es va restaurar parcialment la pintura interior de l'església. En aquesta ocasió, Ana, la filla d'Arbure el Vell, va ordenar al mestre Dragosin, fill del papa Coman de Iasi, que pintés les parets exteriors.
L'església es va deteriorar als segles XVII i XVIII. El lloc de culte va romandre sense sostre fins que els austríacs van ocupar el nord de Moldàvia. El mal temps produït durant aquest període va provocar el deteriorament de la pintura interior.
El 1867 es va aixecar un campanar de pedra d'un pis al nord-oest de l'església. Amb el pas del temps, l'església Arbore va sofrir una sèrie de reparacions parcials, consolidació i restauració, que no van alterar la seva arquitectura original. Al segle xx, es van realitzar obres de restauració els anys 1909-1914, 1936-1937, 1955-1956 i 1965-1970.
L'estiu de 1975 es va dur a terme una intervenció d'urgència per consolidar la capa de suport del quadre per part d'un equip coordinat per Tatiana Pogonat. Durant el període 1980-1993 es van fer obres per consolidar l'església. Després de la Revolució de desembre de 1989, el professor Oliviu Boldura va ser l'encarregat de restaurar aquest monument històric, assignant els diners el Ministeri de Cultura directament a l'empresa especialitzada. Les obres s'estan duent a terme lentament a causa del fet que el professor Boldura s'ha compromès a dur a terme 12 obres de restauració al comtat de Suceava i aproximadament cent a tot Moldàvia. El sacerdot Alexandru Chifan es va queixar que els treballadors van marxar d'aquí perquè no els agradava el menjar. Des del 2005 no s'han celebrat oficis religiosos a l'església.
Actualment, al poble d'Arbore hi ha altres dues esglésies ortodoxes: l'església de la "Santíssima Trinitat" (construïda el 1912 a la part occidental del poble) i l'església de "Sant Jordi" (construïda entre 2003-2010 al lloc anomenat "Cutul de on Clit” de la part nord-oest del poble).

## Arquitectura

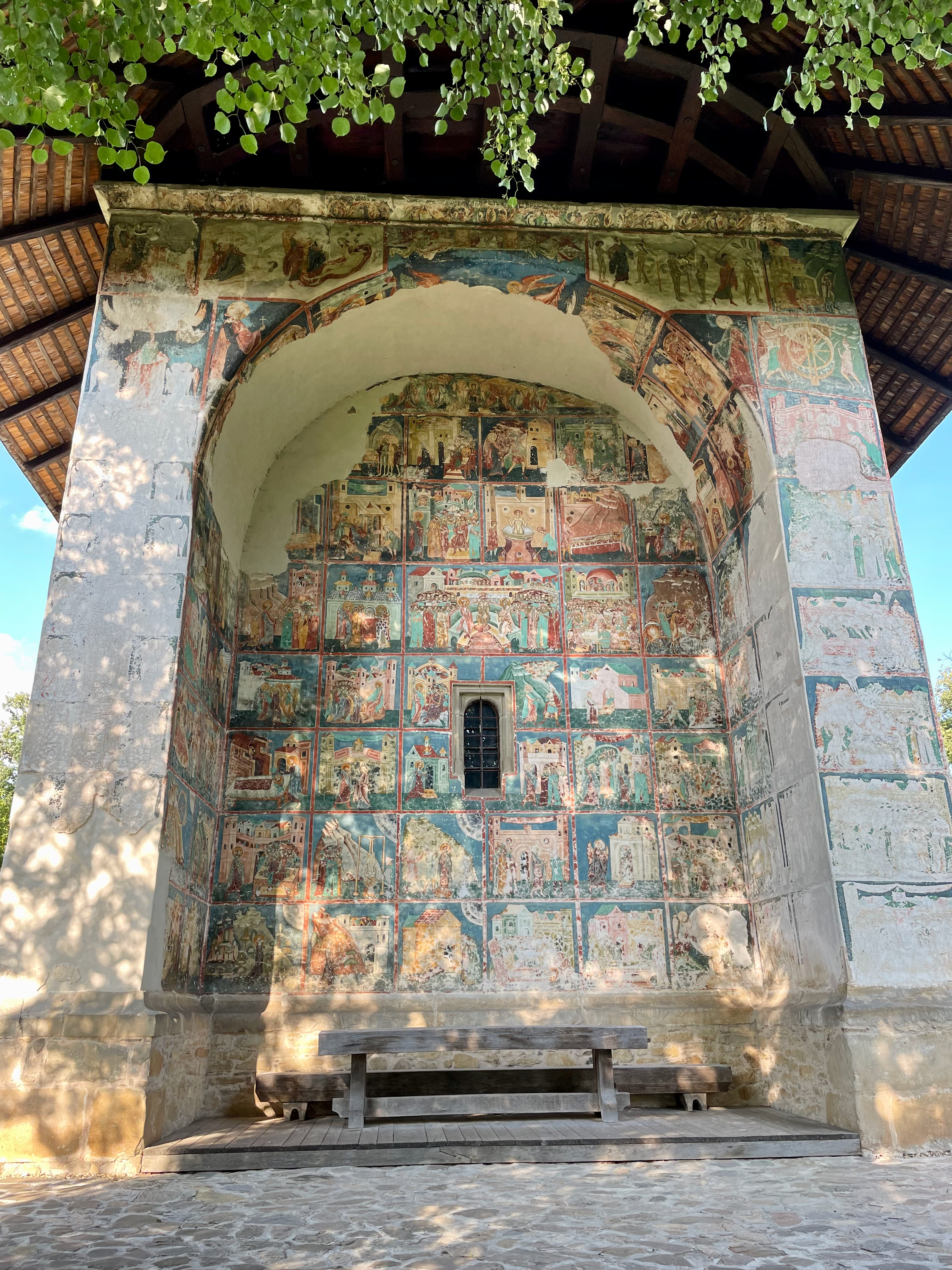
Vista des de l'exteior de l'absis

L'església “La decapitació de Sant Joan Baptista” d'Arbore té un pla similar al de l'església de Reuseni, presentant molts elements comuns amb l'església del monestir de Dobrovăț, ambdues construïdes per Ștefan cel Mare els anys 1503-1504. Es va construir amb pedra crua i es va utilitzar el maó per a les voltes.
L'edifici és de planta mixta, té una forma rectangular a l'exterior i una forma de trèvol a l'interior. Les dimensions de l'església són les següents: llargada - 22 m, amplada - 9,10 mi alçada - 8,5 m. El lloc de culte és desproveït de torres, amb una teulada de quatre vessants arrodonida a l'est a causa de la curvatura de l'absis. Sota la teulada hi ha una cornisa de pedra tallada.

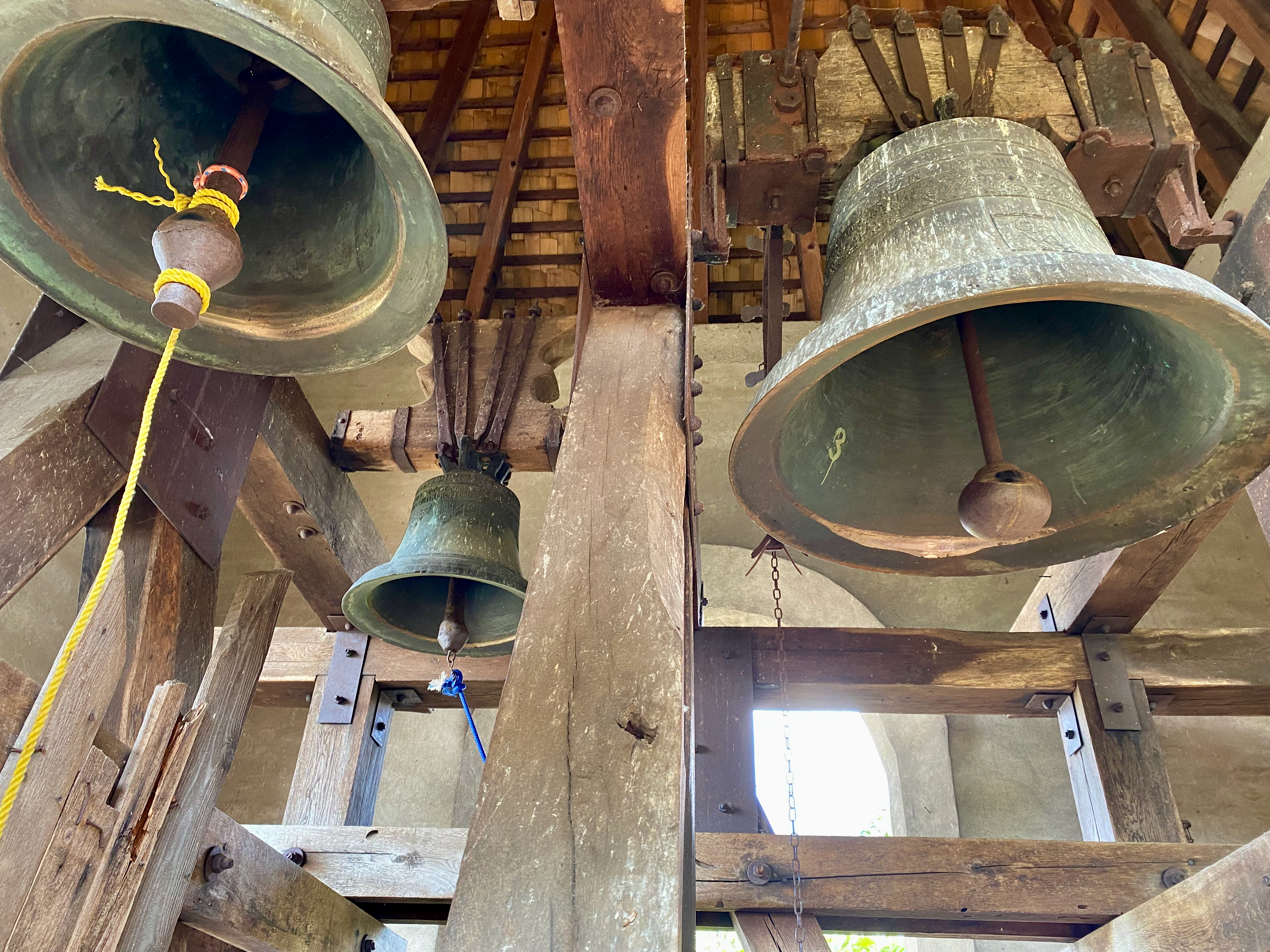
Campanes

L'absis de l'altar és semicircular i deslligat de la resta de l'edifici. Partint de la idea d'una església longitudinal, l'elegant silueta de l'edifici s'accentua estenent cap a l'exterior, cap a l'oest, les parets laterals (uns 2,5 m) connectades per un arc de mig punt i unint-les a la part superior per la arc, obtenint així un espai semiobert que apareix per primera vegada a l'arquitectura moldava. Aquest nínxol exterior de la façana oest va ser utilitzat antigament com a campanar. En aquell moment, aquest nínxol era una innovació en l'arquitectura moldava, que posteriorment fou assumit per l'església de Reuseni.
L'entrada a l'església es fa a través d'un portal d'estil gòtic al mur sud, amb un marc d'arc trencat amb motllures recolzades directament al pedestal. El lloc de culte està il·luminat per cinc petites finestres amb marcs de pedra perfilats.
A l'interior, l'església es divideix en tres sales específiques del culte ortodox: nàrtex, nau i altar. El nàrtex és rectangular i té a la part superior una cúpula central recolzada sobre un sistema d'arcs escalonats, quatre longitudinals i quatre transversals. Entre el nàrtex i la nau hi ha un mur de 1,60 m de gruix, travessat per una porta decorada amb barres creuades. En el gruix de les parets laterals de la nau hi ha dos nínxols buits, cosa que dona a l'interior de l'església un pla pseudotrilobat. El casquet també es troba a la nau, en substitució de la volta semicilíndrica.
Els arcs rebaixats, sense espirals, els pendents i el sistema d'arcs de Moldàvia donen a l'església proporcions elegants, demostrant una valuosa construcció.

## Iconogràfic

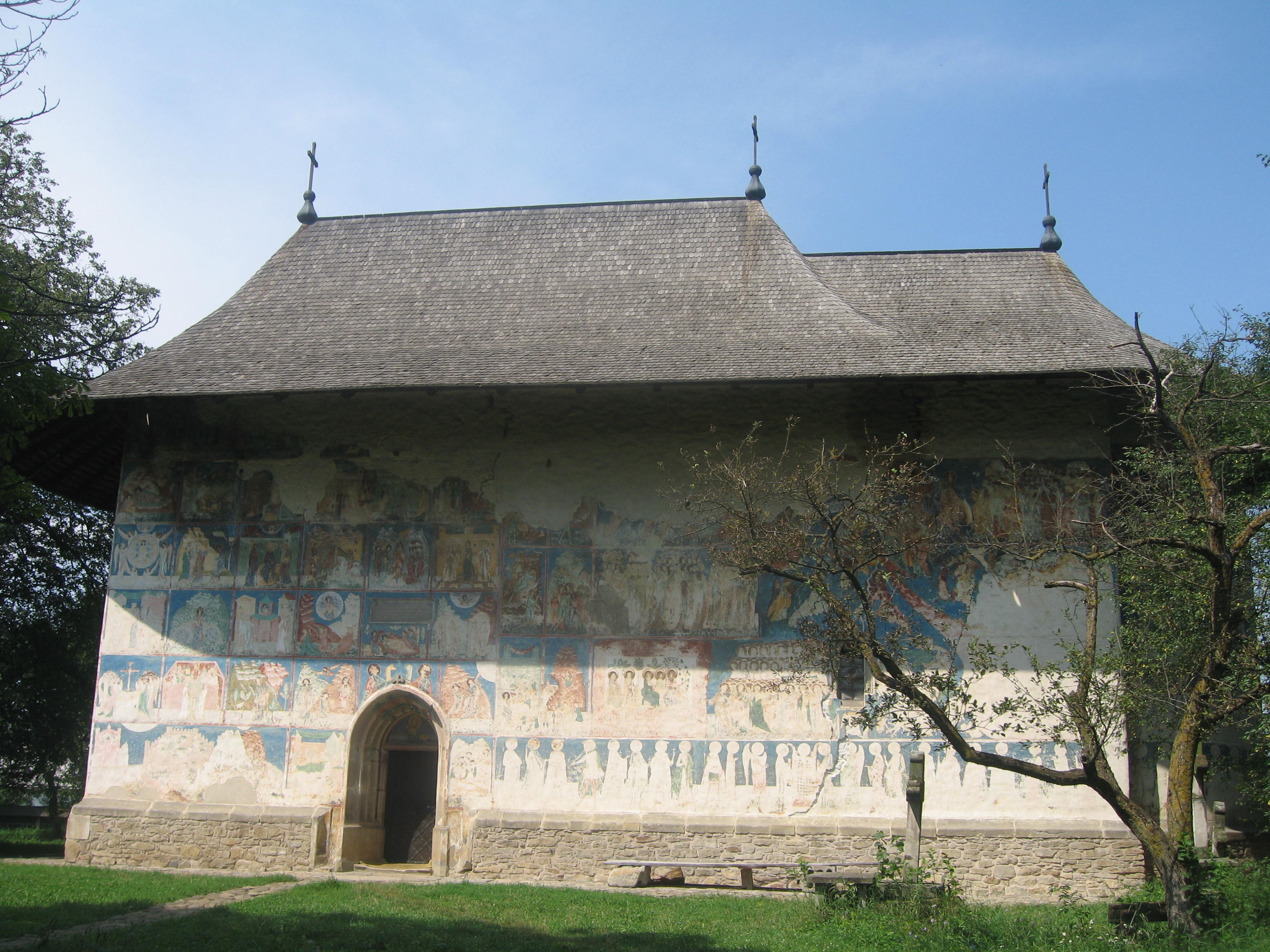
Les pintures s'han conservat a la façana sud

L'església “La decapitació de Sant Joan Baptista” d'Arbore és famosa per la seva pintura mural al fresc, d'un important valor artístic, que adorna tant l'interior com l'exterior. La pintura interior es va fer immediatament després de finalitzar la construcció, és a dir, en els anys 1503-1504. Va ser danyat després de la campanya del soldà Solimà el Magnífic a Moldàvia el 1538.
Sobre la porta de la nau hi ha una inscripció pintada amb el text següent: "Pintor de Dragosin, fill del sacerdot Coman de Iași pintat. Ana, la filla d'Arbure el Vell, va pagar a Ana 20 zlotys; any 7049 ". D'aquesta inscripció es pot deduir que els murs exteriors de l'església van ser pintats el 1541, amb la restauració parcial de la pintura interior.
L'autor dels frescos és el pintor moldau Dragoș Coman. No és un clergue, sinó un exponent del món secular. Això transcendeix de l'espontaneïtat del quadre, de la transparència del color, com una aquarel·la, de la construcció de siluetes, que de vegades tenen gestos i actituds no canòniques. A través de l'església Arbore, Dragoș Coman introdueix en la pintura d'esglésies un dels monuments més seculars de l'art moldau.
La pintura interior es va veure greument danyada als segles XVII i XVIII, quan l'edifici es va quedar sense sostre. Tanmateix, una gran part de la pintura interior és força clara. Al nàrtex hi ha un retrat de santa Macrina, figures vives amb nimbus daurats i en relleu i una rica vestimenta dels participants als sínodes ecumènics o a la cavalcada de l'emperador Constantí el Gran, una escena a la paret occidental del nàrtex i que apareix a la iconografia moldava només a la Santa Església Creu de Pătrăuți i té un fort missatge anti-otomà capaç de desenvolupar els sentiments patriòtics dels fidels. De la pintura de la nau cal esmentar les cares expressives dels sants militars i de la de l'altar les figures dels jerarques.
A l'església hi ha dues pintures votives: una al mur sud del nàrtex, a l'interior de l'arca de pedra i l'altra al mur occidental de la nau. La pintura votiva del nàrtex, en què apareix Luca Arbore envoltat de la seva dona, Iuliana, i dos fills, sembla que va ser pintada després de la construcció de l'església. Es nota la suntuosa indumentària de la princesa Iuliana, que té a les mànigues de la túnica motius populars similars als de les populars camises actuals. A la pintura votiva de la nau, el fundador apareix amb la seva dona i els seus cinc fills, demostrant que va ser pintat a la darrera part de la seva vida.
La pintura exterior de l'església té un rar valor artístic. Alguns dels frescos van resultar danyats a causa del fet que el lloc de culte es va descobrir durant molt de temps. El mural ja no es conservava a la paret nord i només parcialment a l'absis de l'altar. S'ha conservat, amb alguns desperfectes, a la façana sud i íntegrament a la occidental.
La pintura exterior inclou escenes poblades per nombrosos personatges en constant moviment. Els colors vius, combinats harmònicament, desprenen molta calor. L'artista, amb una nova visió cap als precursors, gestiona una audaç síntesi entre els elements oriental i occidental, ben integrats a la tradició. De manera innovadora, el pintor troba algunes solucions per fluidificar el moviment dels personatges, evidents a l'escena del Judici Final. També hi ha influències de la pintura mural dels països catòlics: el defensor de la mort, Cristòfor, pintat amb el nen Jesús a l'espatlla, entre els sants màrtirs, al sopar, és una imatge única i inusual per a Moldàvia.
Entre les escenes presents a la façana sud hi ha l'Himne Acatista pintat a l'esquerra i a sobre de la porta d'entrada, el Setge de Constantinoble pintat a la base de l'Himne, el Judici Final pintat a la dreta de la porta d'entrada. El setge de Constantinoble no es refereix al setge turc, sinó al dels perses del 626 (6135 segons la cronologia romana d'Orient). A l'escena del setge hi ha una inscripció eslava amb el text següent: "El 6035, l'emperador Cròses va anar amb els perses i els escites i els libis i altres fidels ídols contra Constantinoble, amb tropes, en temps de l'emperador Heracli. Les oracions van despertar la ira de Panaghia contra ells, i Déu va enviar llamps, pluja i foc sobre ells i els va ofegar al mar ". Al costat sud de l'absis de l'altar es representa l'escena de l' Oració de Tots Sants, composta íntegrament per sants militars.
La decoració de la façana occidental testimonia el geni pintor de la vasta cavitat, que se sol recordar i recordar, tota la paret està pintada amb un conjunt de miniatures, considerades les més aconseguides de totes les èpoques de pintura Stefan cel Mare - Petru Rares. Aquí hi ha desenes d'escenes petites, que consisteixen en una successió de temes secundaris limitats a la vida d'un sant (George, Dimitrie, Nichita i Parascheva) o un episodi de la Bíblia (Creació del món, Vida del primer poble). Adam apareix aquí cremant, Eva girant (al Gènesi), la festa de Sant Jordi, amb els comensals asseguts i d'esquena al porxo (lloc aliè al bizantinisme, introduït pel Renaixement italià). Els personatges tenen un moviment natural, "viuen" l'esdeveniment. L'artista demostra ser valent: en passar d'una paret a una altra, col·loca el cap del drac en una escena i la cua en una altra (portant el drac). Per al fons, a més del verd fosc, el pintor també utilitza el blau de Voroneț.
L'estiu de 1975 es va dur a terme una intervenció d'urgència per consolidar la capa de suport del quadre per part d'un equip coordinat per Tatiana Pogonat. Actualment s'està treballant per restaurar l'interior i l'exterior de l'església, amb el suport financer del Lions Club Voreifel, que va comprometre amb entusiasme el Dr. Ioan T. Marcea, Director de l'Hospital Psiquiàtric de Zülpich, Alemanya.

## Necròpolis boiar
L'església de la "Decapitació de Sant Joan Baptista" a Arbore estava destinada originalment a servir de necròpolis per a la família Arbore.
Hi ha diverses tombes al nàrtex de l'església. La tomba del fundador es troba a la dreta de la porta d'entrada, sota un dosser de pedra tallada, realitzat en estil gòtic. Aquest dosser es va fer després del model de dosser de la catedral de Wawel a Cracòvia, on es troba la tomba del rei Casimir IV de Polònia (1447-1492). Al nínxol dins del dosser hi ha una pintura votiva en què es representa l'hetman amb la seva dona i els seus dos fills. L'arca està decorada amb dues motllures gòtiques i acaba a la part superior amb un arc corbat decorat amb una roseta al mig. A les cantonades dels dos timpans de l'arc hi ha esculpits dos escuts amb l'escut de la família Arbore. Entre els escuts hi ha una inscripció en llengua eslava amb el text següent: "Aquesta arca va ser feta per Luca Arbure, vicari de Suceava, fill d'Arbure el Vell, vicari de Neamț, l'any 7011 (1503) el 29 d'abril".
Al costat de la tomba del fundador, al nivell del pis, hi ha la tomba de la seva dona, Iuliana. La inscripció de la làpida està esborrada, a principis del segle XX només es pot desxifrar: "... la serventa de Déu, Iuliana, que també es va traslladar als llocs eterns". Una altra petita pedra va ser col·locada pel barret probablement a la tomba d'un nen seu, que va morir a una edat primerenca. Aquí es va distingir el fragment següent de la inscripció eslava: "Aquesta tomba va ser embellida per pan Luca Arbure pârcălab".
Les altres sepultures tenen làpides amb inscripcions esborrades.

## Objectes patrimonials
Hatman Luca Arbore va dotar la seva església dels objectes de culte necessaris, però també amb llibres religiosos. Una icona de fusta amb la "Decapitació de Sant Joan Baptista", retocada al segle xix, sembla ser una donació del fundador. A més, s'ha conservat un manuscrit dels "Fets dels apòstols" amb una nota en llengua eslava: Amb la voluntat del Pare i amb l'ajut del Fill i amb la realització de l'Esperit Sant, Senyor de la terra de Moldàvia, per ordre i despesa del servidor de Déu Luca Arbure, el capellà de Suceava... va donar... a l'església de nova construcció a la seva cort de Solca, on és el patró de la Matança de el cap honrat del precursor i baptista Joan, l'any 7015 (1507) el 20 de maig ".

## Imatges

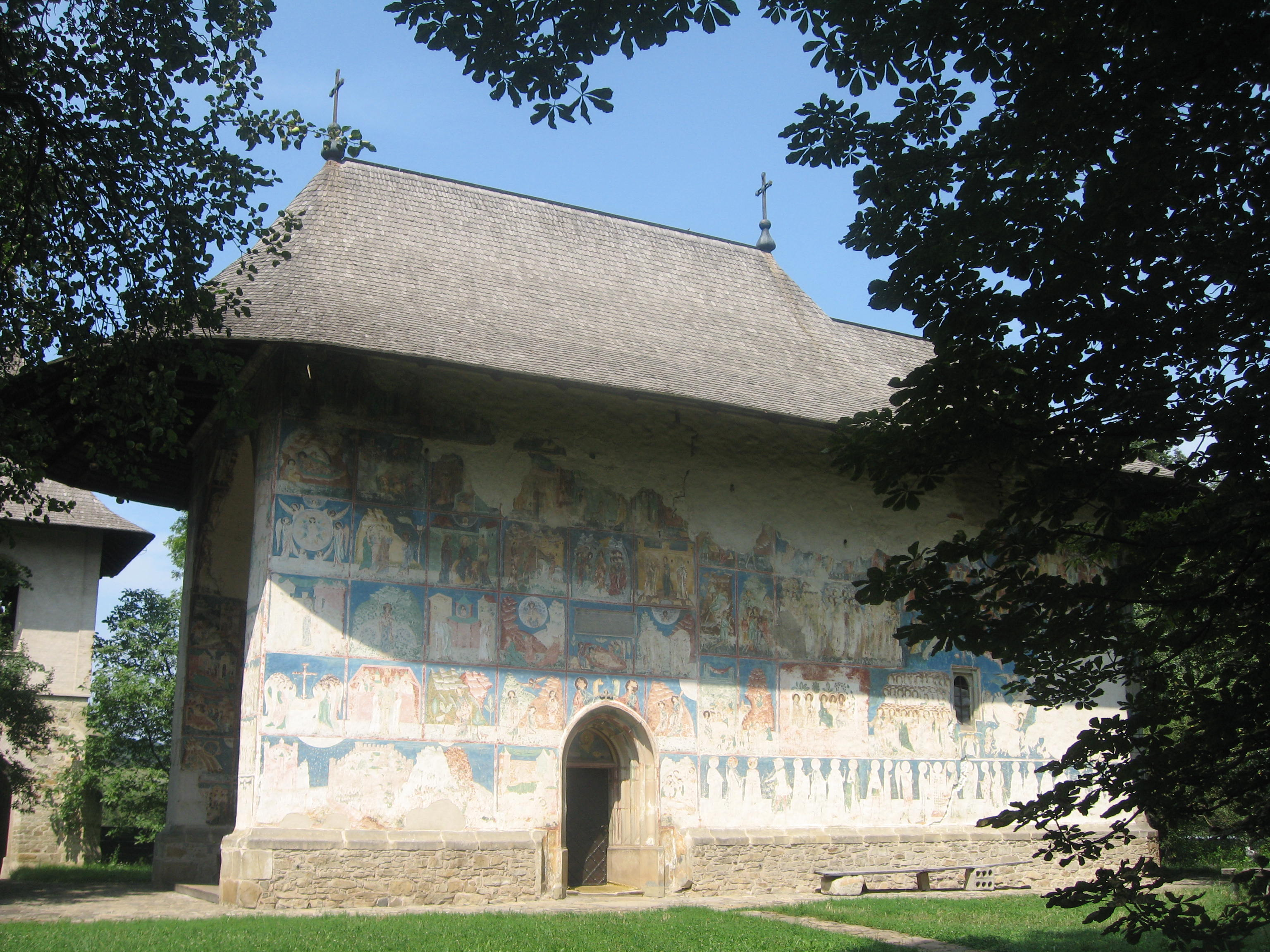
Vista des del sud-oest
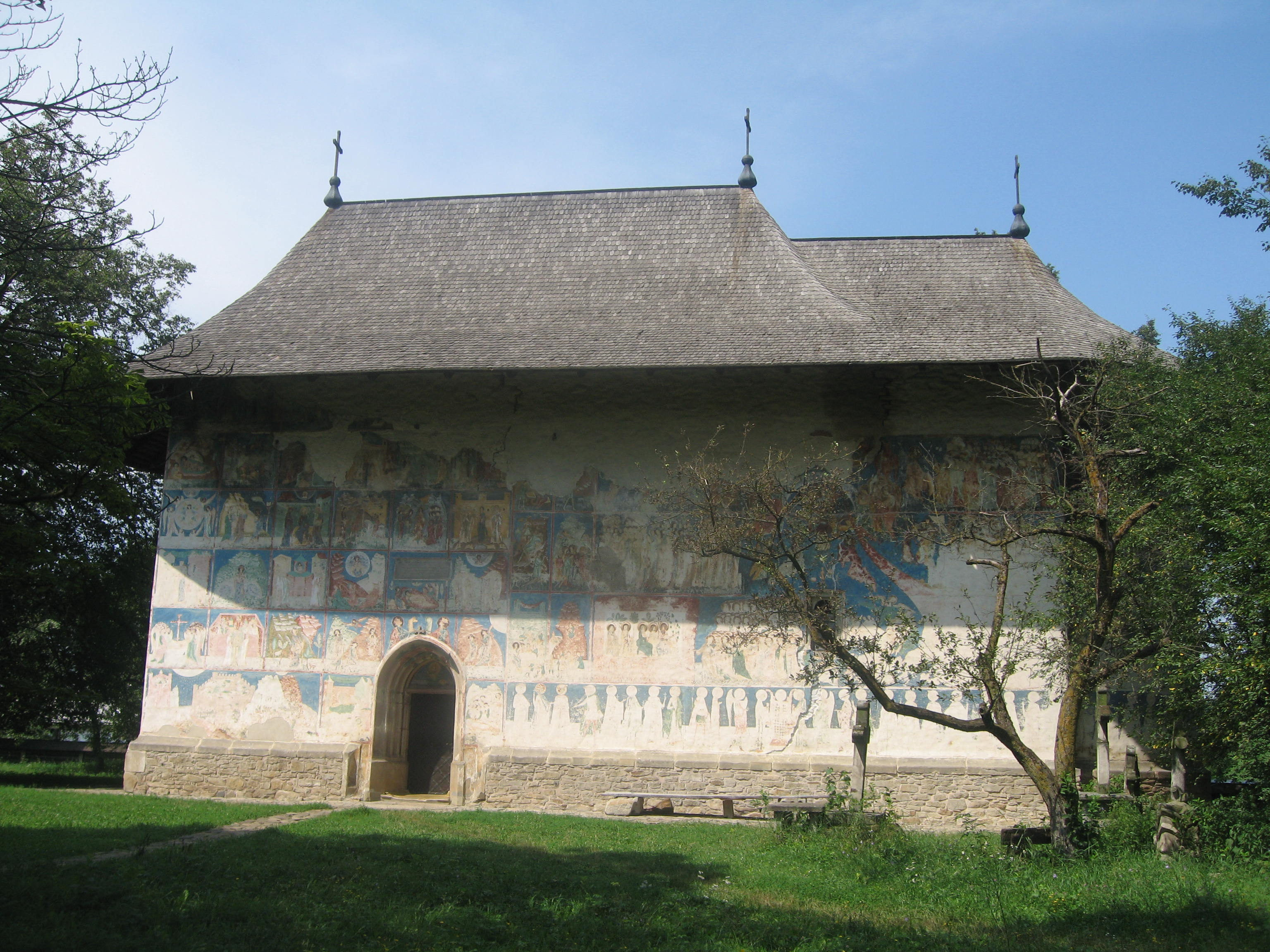
costat sud
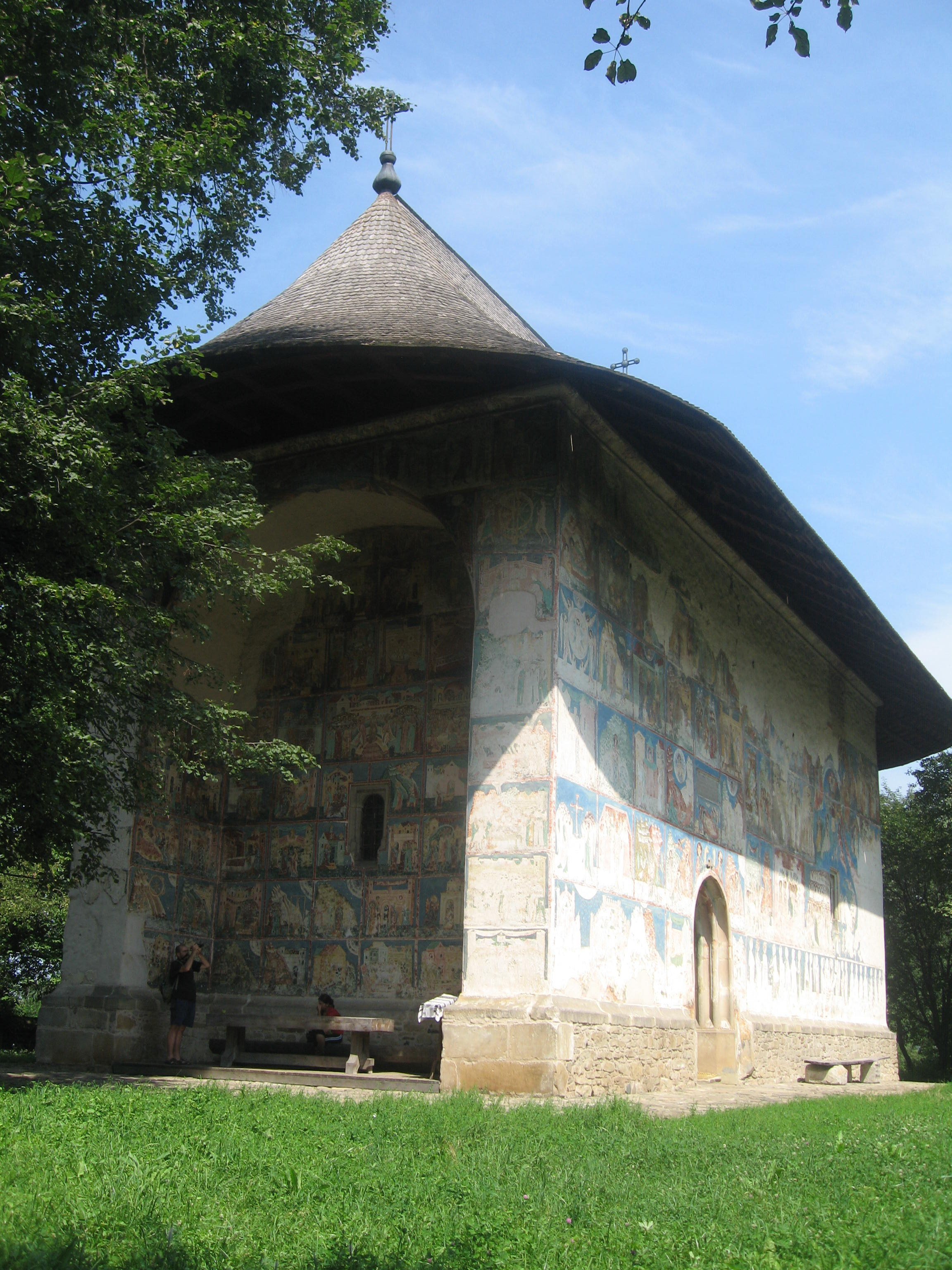
Vista des de l'oest
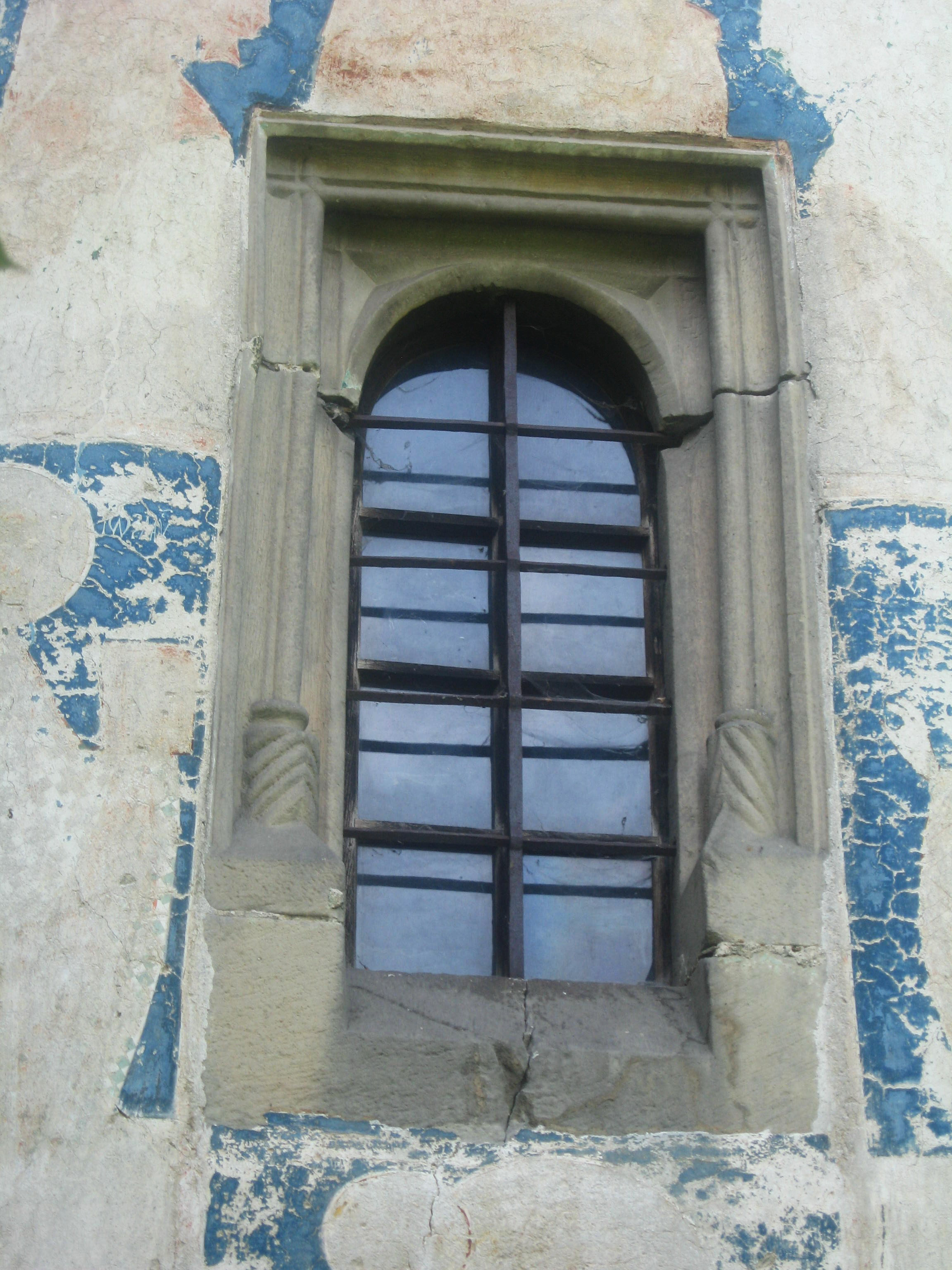
Finestra
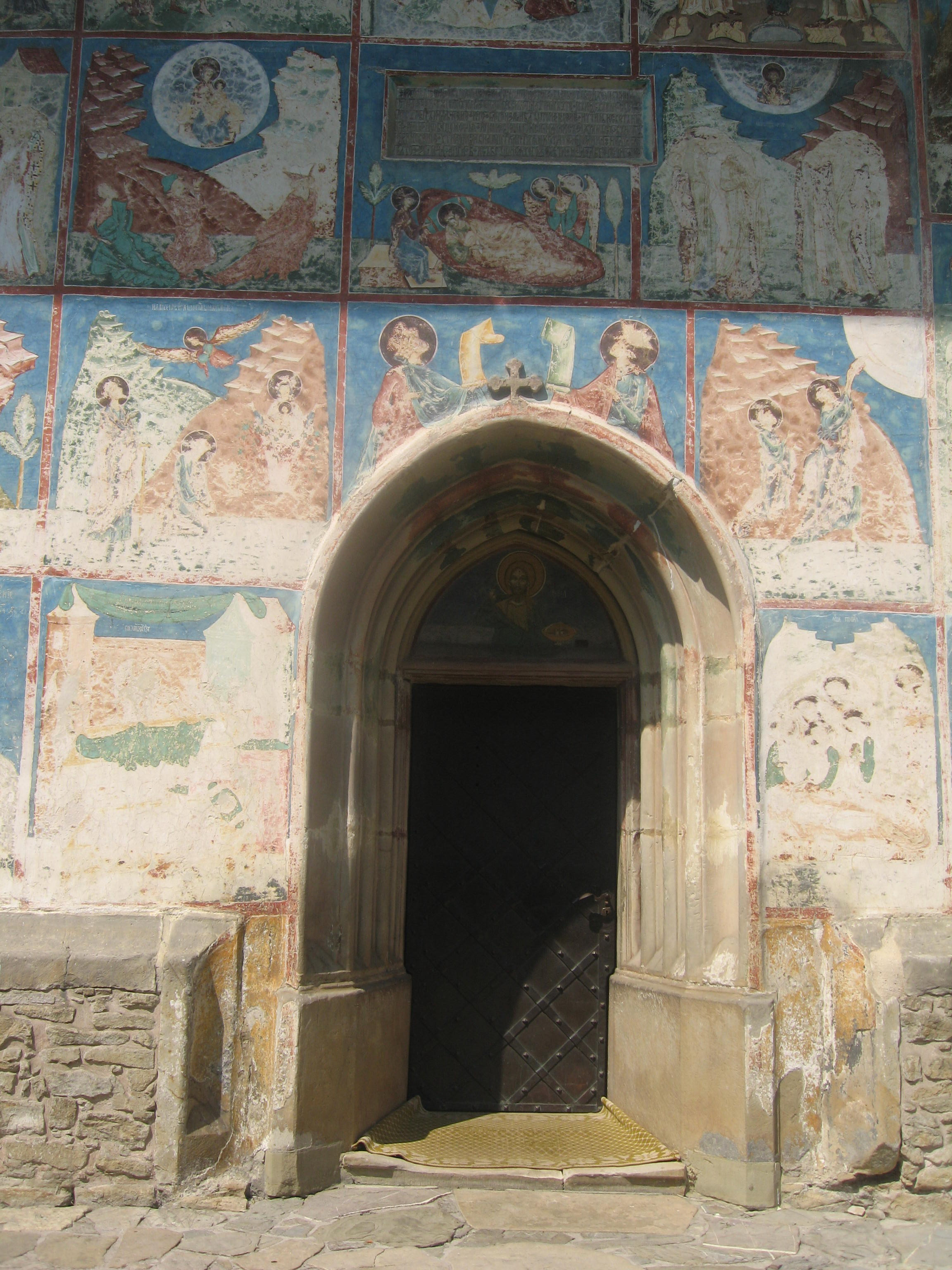
El portal d’entrada a l'església i la inscripció
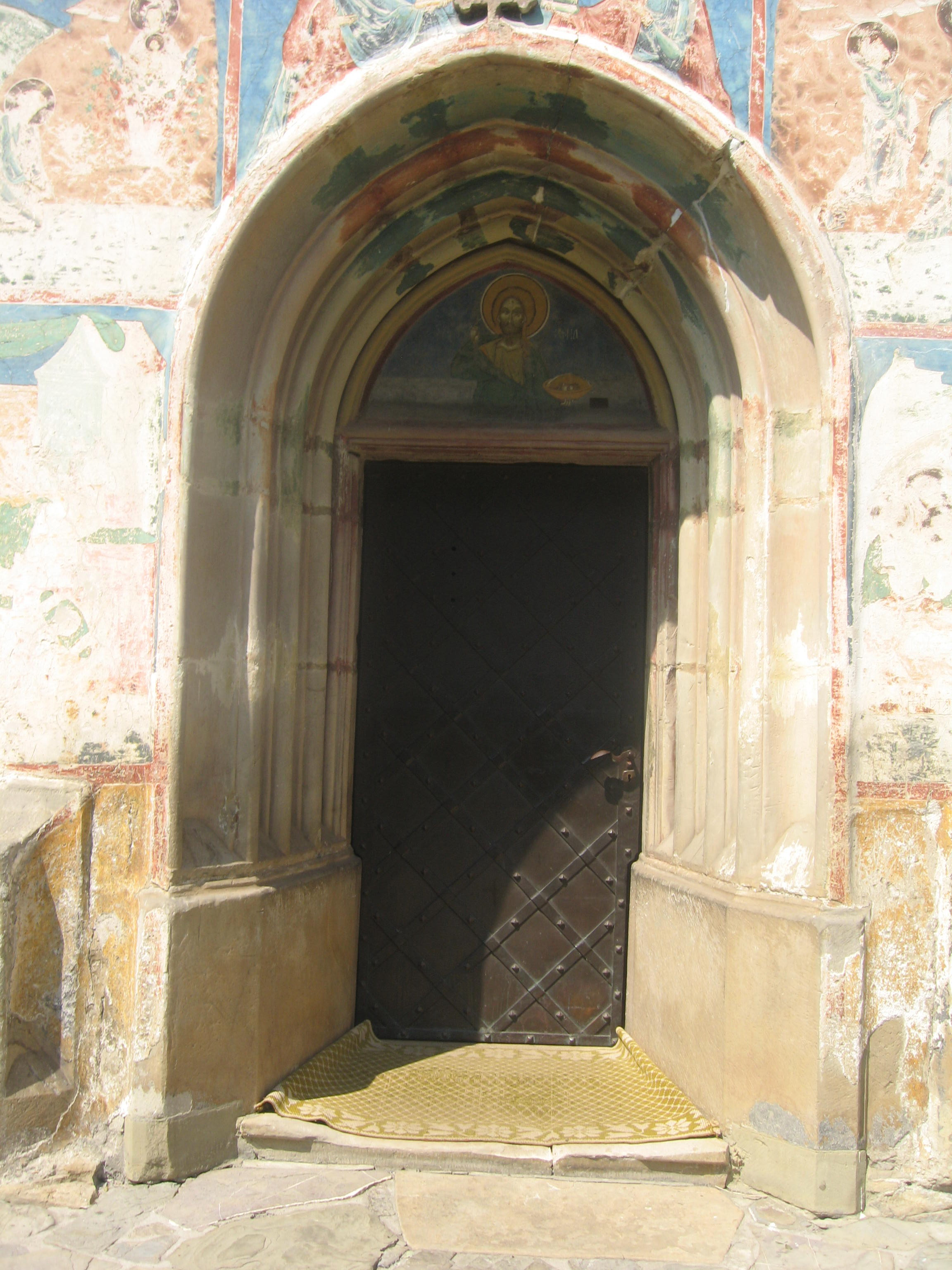
El portal d’entrada a l'església
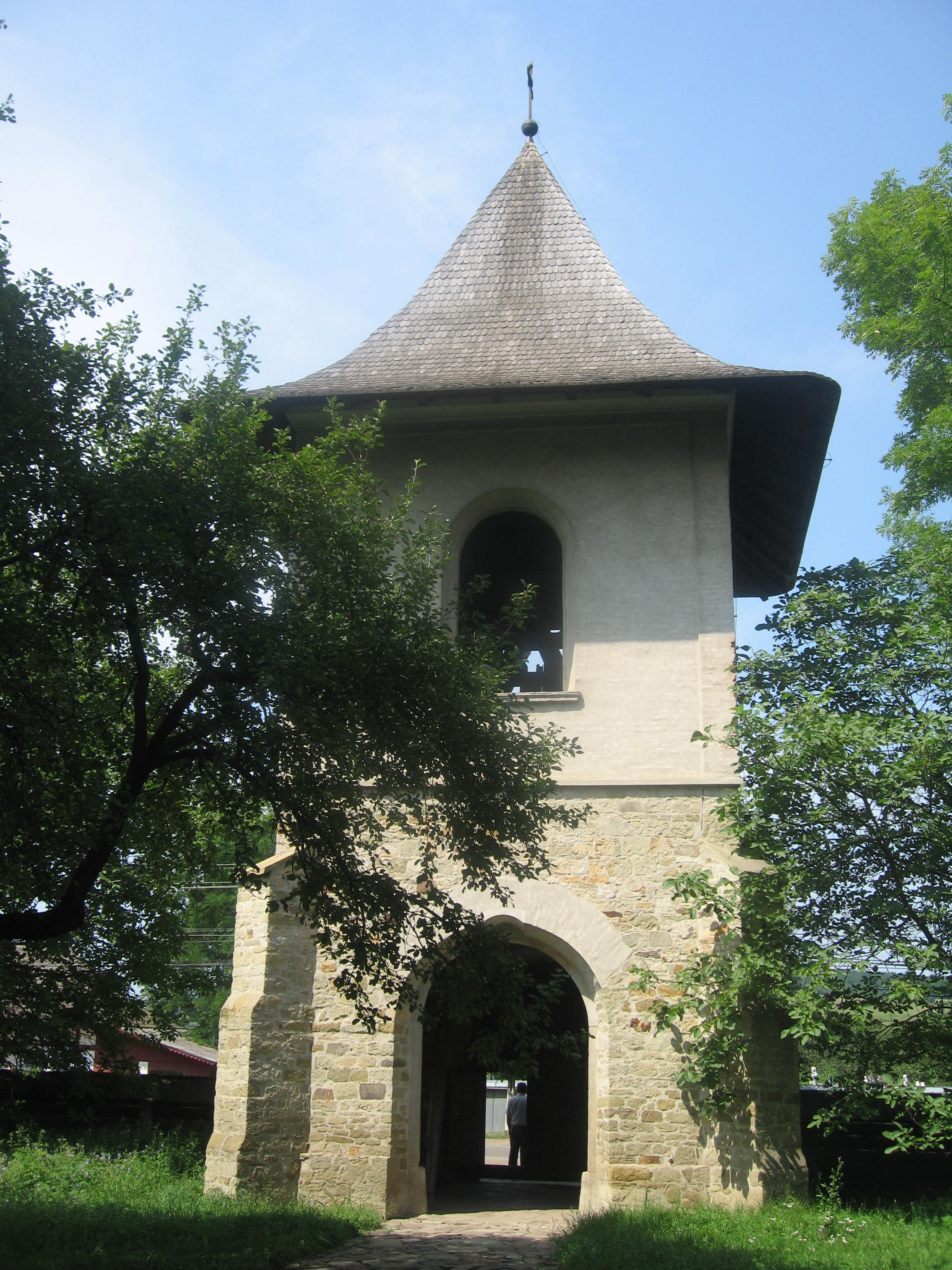
El campanar que es veu des del pati de l'església
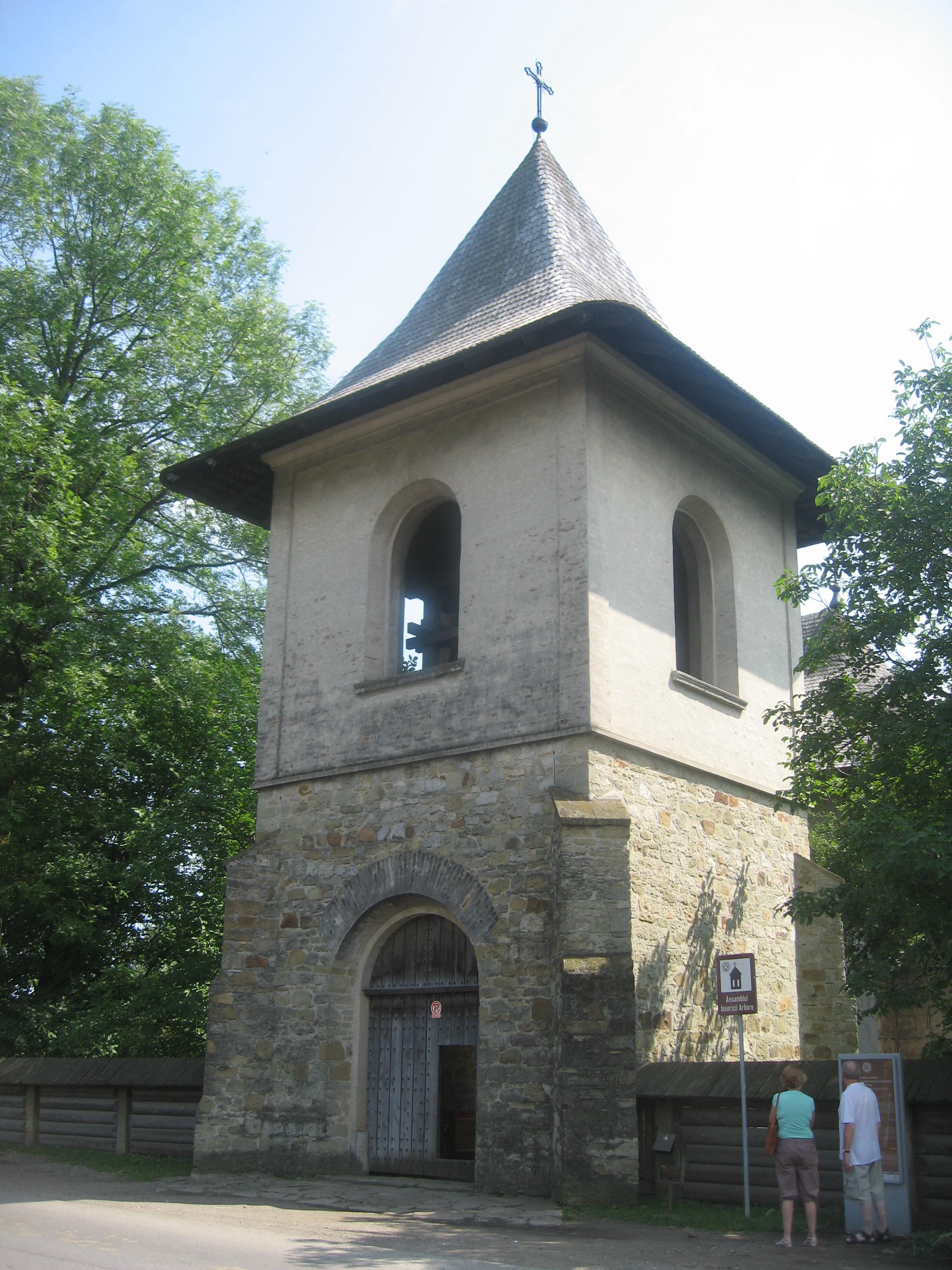
El campanar que es veu des del carrer
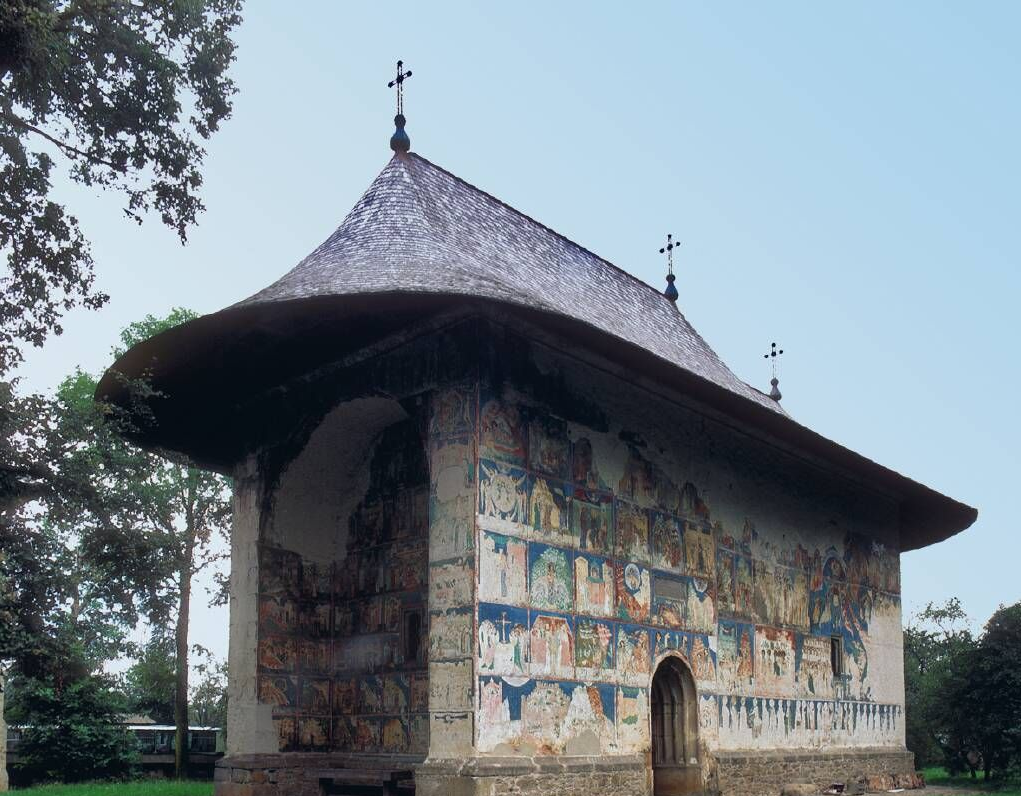
l'Església